# David Hewlett
David Ian Hewlett (Redhill, Surrey, 1968. április 18. –) angol születésű kanadai színész és egy internetes cég tulajdonosa.

## Életrajz
Hewlett az angliai Redhill városában született, Surrey megyében. Kanadában nőtt fel, és szerepet kapott a Traders és a Kung Fu: The Legend Continues (magyar címe:Kung-fu) című sorozatokban, illetve a Kocka című filmben. Tulajdonosa a Darkyl Medai-nak, amely webdesignnal foglalkozik, illetve alapítója a Fusefilm.com-nak, amely egy internetes közösség a filmkészítők számára.

### Karrier
Hewlett első számítógépét a kamaszkora közepe-felé kapta meg, és önnön bevallása szerint egy "számítógépes csíra" (computer nerd – láma) volt. A Torontói Főiskolán folytatott tanulmányai alatt kezdődött színészi pályafutása, amikor Vincenzo Natali diákfilmjeiben szerepelt. A főiskola utolsó évében otthagyta a felsőoktatást, hogy idejét a színészi- és számítógépes munkáinak szentelhesse. Több alacsony költségvetésű horrorban is felbukkant, mint például a The Darkside és a Pin… című filmekben. Többször felbukkant televíziós sorozatokban is vendégszínészként, 1996-ban Grant Jansky szerepében a Traders című sorozatban.
2001-ben feleségével, Soo Garay-val Los Angelesbe költözött, hogy ott folytassa karrierjét. Hewlett és Garay 2004-ben váltak el.
A Csillagkapu: Atlantisz vancouveri forgatása óta David Washington államban él, a kanadai határ mellett, barátnőjével, Jane Loughmannel.
Hewlett nyíltan science-fiction-rajongó, és gyakran felidézi azt, hogy a Doctor Who című sorozat (kedvence Tom Baker) miatt kedvelte meg a műfajt, és emiatt készített sci-fi műveket fiatalkorában Angliában egy 8 milliméteres filmfelvevővel.
Hewlett álma valóra vált, első sci-fi szerepét még vendégszínészként kapta a Csillagkapu című filmsorozat 5 évadában, majd ennek spin-offjában, a Csillagkapu: Atlantiszban már főszereplő lett Rodney McKay karakterével.
David Hewlettnak 5 húga van. Egyikük, Moyra David internetes cégénél dolgozik művészeti igazgatóként.
Kate Hewlett nevű testvére, aki színésznő, Jeannie McKay, Hewlett sorozatbeli húgát alakította a Csillagkapu: Atlantisz 3., 4. és 5. évadjában.

## Filmográfia

### Állandó szerepek
- The Whistleblower (forgatás alatt)
- Stargate: Extinction (forgatás alatt)
- Dark Matter (2015-2016)
- Splice (2009), Barlow szerepében
- Helen (2009), Frank szerepében
- A Dog's Breakfast (2006), Patrick szerepében
- Darklight (2004), Anders Raeborne szerepében
- Ice Men (2004), Bryan szerepében
- Csillagkapu: Atlantisz (2004–2009), Dr. Rodney McKay szerepében
- Boa vs. Python (2004), dr. Steven Emmett szerepében
- From Stargate to Atlantis: Sci Fi Lowdown (2004), Önmaga/Rodney McKay szerepében
- Preview to Atlantis (2004), Önmaga/Rodney McKay szerepében
- Friday Night (2003), Roger szerepében
- Foolproof (2003), Lawrence Yeager szerepében
- Nothing (2003)
- Cypher (2002), Dunn szerepében
- Made In Canada, Volume 1: Best of the CFC (2002), Önmaga szerepében
- Treed Murray (aka Get Down) (2001), Murray szerepében
- Century Hotel (2001), Michael szerepében
- The Triangle (2001), Gus Gruber szerepében
- And Never Let Her Go (2001), Gerry Capano szerepében
- Chasing Cain (2001), Bud szerepében
- Amateur Night (1999), D.J. szerepében
- Autoerotica (1999), Gord szerepében
- Blind (1999), az áldozat szerepében
- The Life Before This (1999), Nick szerepében
- Survivor (1999), Le médecin szerepében
- Milkman (1998), Martin/a katona hangjaként
- Clutch (1998), Martyn szerepében
- Bad Day On the Block (1997), Andrew szerepében
- Elevated (1997), Hank szerepében
- Joe's Wedding (1997), Rob Fitzgerald szerepében
- On the 2nd Day of Christmas (1997), Mel. szerepében
- A kocka (Cube) (1997), David Worth, az építészmérnök szerepében
- Traders (1996), Grant Jansky szerepében
- Monster Force (1994), Lance McGruder szerepében
- Blood Brothers (1993), Trayne nyomozó szerepében
- The Boys of St. Vincent: 15 Years Later (1993), Steven Lunney (25 évesen) szerepében
- Kung Fu: The Legend Continues (1993), dr. Nicholas Elder szerepében
- Split Images (1992), Gary Hammond szerepében
- Quiet Killer (1992), Myles Chapman szerepében
- A Savage Christmas: The Fall of Hong Kong (1992), Walter Jenkins szerepében
- The First Circle (1991)
- Agyfürkészők II: Az új rend (1991), David Kellum szerepében
- Desire and Hell at Sunset Motel (1990), Deadpan szerepében
- Deep Sleep (1990), Terry szerepében
- Where the Heart Is (1990), Jimmy szerepében
- The Penthouse (1989), Joe Dobson szerepében
- Pin… (1988)
- The Darkside (1987), Chuckie szerepében
- Death Kiss (1985)
- Exam (1984)

### Vendégszereplések
- Stargate: Universe (2011), (s02e15, Dr. Rodney McKay szerepében)
- A főnök (2009), 1 epizód, Jerry Moore különleges ügynök szerepében
- Sanctuary – Génrejtek (webepizódok) (2007), 1 epizód, Larry Tolson szerepében
- The District (2004), Frederick szerepében (4.17 "Family Values")
- Without a Trace (2004), Fred Watkins szerepében (2.12 "Hawks and Handsaws")
- Csillagkapu (2002), Rodney McKay szerepében (5.14 "48 Hours", 6.1 "Redemption: Part 1", 6.2 "Redemption: Part 2", 8.19 "Moebius: Part 1", 8.20 "Moebius: Part 2", 10.3 "The Pegasus Project", és 10.13 "The Road Not Taken" )
- ER (2001), Mr. Warshaw szerepében (8.4 "Never Say Never")
- Twice in a Lifetime (1999) (1.9 "O'er the Ramparts We Watched")
- Beyond Reality (1992, 1993), Tom szerepében (2.7 "A Kiss Is Just a Psi" és 2.17 "The Loving Cup")
- Forever Knight (1992), Matthew Reed szerepében (1.10 "Dead Air")
- Katts and Dog (1992, 1993) (4.12 "Relatively Speaking" és 5.13 "Killing Ground"
- My Secret Identity (1988) (1.2 "A Walk on the Wild Side")
- Friday the 13th: The Series (1988), Cal szerepében (1.10 "Tales of the Undead")
- Street Legal (1988, 1994), Dave Lister szerepében (3.7 "Murder by Video") és Tim Woolrich szerepében (8.14 "Persons Living or Dead")
- The Campbells ("Live by the Sword" (mint David Hewlitt)

### Író
- Nothing (2003) (történet)
- A Dog's Breakfast (2006) (történet)

### Rendező
- A Dog's Breakfast (2006)